# Val Venegia
La val Venegia è una vallata alpina del Trentino orientale, compresa nel parco naturale Paneveggio - Pale di San Martino. Si trova ai piedi delle Pale di San Martino, tra i rilievi del Cimon della Pala e del Mulaz. È attraversata dal torrente Travignolo.
Il nome della vallata potrebbe provenire da "ve nia" ovvero non c'è niente, tranne l'ambiente naturale. Un'altra ipotesi è che il nome derivi da Venezia, perché da questa vallata proveniva il legname usato dalla Serenissima Repubblica.
In val Venegia si trovano due malghe, ancor oggi utilizzate: Venegia e Venegiota. Dalla testa della valle si può inoltre salire al rifugio Giuseppe Volpi di Misurata al Mulaz e alla Baita Segantini.